# Дворец Елагин
Дворецът Елагин (на руски: Ела́гин дворе́ц) е летен царски дворец на остров Елагин в Санкт Петербург. Построен е за руския философ и историк Иван Елагин и е кръстен на него; въпреки последващите смени на собствениците, дворецът запазва името на Елагин. Нарича се още Елагински или Елагиноостровски.

## История
Името на архитекта, построил сградата в паладийски стил за Иван Елагин през 1790 г, не е известно със сигурност. Някои историци предполагат авторство на Джакомо Кваренги, италиански архитект, работещ по това време в Руската империя. Оригиналният вид на вилата на островите не е запазен. Елагин бил очарован от идеята за извличане на злато от обикновени материали и се оттеглял във вилата си за тайни алхимични експерименти.

### Царски дворец
В началото на XIX век островът е закупен от Александър I за майка му, императрица Мария Фьодоровна, за която вече е трудно да пътува до царските селски резиденции в Павловск и Гатчина. През 1818 г. започва реконструкцията на дворцовия комплекс, решението на която Александър I поверява на председателя на Комитета по сградите и хидротехническите работи Августин Бетанкур. За осъществяване на плановете си Бетанкур създава специална комисия, в която известният архитект Карл Роси е назначен за главен архитект на остров Елагин.
Роси издига на острова няколко сгради наведнъж: в допълнение към реконструкцията на триетажния дворец са построени три допълнителни павилиона, кухня и конюшня. Декорацията на интериора на двореца и павилионите е извършена от най-известните скулптори от онова време – Степан Пименов и Василий Демут-Малиновски – и художници – Джовани Скоти, А. Виги и Б. Медичи.
Овалната зала на двореца е украсена с кариатиди и йонийски полуколони, куполът е боядисан със сложни шарки, а стените в повечето стаи на двореца са облицовани с изкуствен мрамор (мазилка). В една от стаите е използвана чисто бяла мазилка, която много прилича на порцелан, поради което стаята е наречена Порцелановия кабинет. Художниците изрисуват мраморните стени на други стаи с цветя, орнаменти и сцени от древната митология, а на таваните изобразяват групи от лудуващи купидони.
Вдовстващата императрица и нейните гости особено много харесват вратите на първия етаж на двореца, които са украсени от самия Роси. Всяка от двайсетте и две врати е истинско произведение на изкуството: облицовани с ценна дървесина с фина позлатена резба, като всяка врата е с уникален дизайн. Вратата на кабинета на Александър I на втория етаж е украсена с бронзови декорации. Заради изящния и съвършен дизайн на вратите дворецът Елагин е наречен „дворец на вратите“.

### Резиденция и музей
След смъртта на Мария Федоровна дворецът Елагин постепенно се превръща в „резервна“ царска резиденция, на която императорите не обръщат особено внимание. В началото на ХХ век дворецът е „понижен” в ранг – от царска резиденция се превръща в място за почивка на руските премиери. Посещават го Сергей Вите, Пьотър Столипин, Владимир Коковцов и Иван Горемикин.
След революциите от 1917 г. дворецът получава статут на музей – в него е открит Музей на бита. В началото на века в Санкт Петербург има много подобни музеи, но повечето от тях бързо са затворени или превърнати в други културни или обществени институции. Това се случва и с дворецът Елагин, в който е организиран културен и образователен център, а най-добрите експонати от разпуснатата музейна колекция са прехвърлени в Ермитажа, Държавния руски музей и крайградските дворцови музеи.
По време на Втората световна война дворецът е силно разрушен – един от снарядите, които попадат в комина, води до пожар. Веднага след победата архитектът В. М. Савков започва подготовката на двореца за реставрация, като събира оцелелите парчета мрамор и фрагменти от мазилка и живопис. Въз основа на тези фрагменти и скици впоследствие е възстановена украсата на интериора.
Възстановен през 1960 г. под ръководството на архитект Михаил Плотников, дворецът Елагин отново става музей, в който се помещават колекции от художествено стъкло и порцелан, както и бродерии и изделия от дърво и метал. В началото на перестройката, когато Музеят на ленинградското художествено стъкло е затворен, неговата колекция от експонати също е прехвърлена в Елагиновия музей.
В двореца Елагин се провеждат и различни временни изложби на произведения на изкуството и се организират развлекателни събития в стила на различни епохи от времето на Царска Русия. Пред двореца, на територията на Централния парк за култура и отдих, се организират пикници и бюфети на открито и други модерни атракции за туристите.
От август 2016 г. до април 2021 г. дворецът Елагин е затворен за мащабни реставрационни дейности, финален етап на започналата 15 години по-рано реставрация. За първи път в историята на музея, въз основа на опис от 1826 г. и акварел на художника Максим Воробьов от 1821 г., е пресъздаден историческият кабинет на Александър I на втория етаж, включително огледалото за камината, декоративната украса на прозорците и ръчно отпечатаната дамаска, с която са тапицирани стените. Също така за първи път са пресъздадени историческите интериори на домашния параклис „Св. Николай Чудотворец“ на третия етаж на сградата; пресъздаден е и декорът от 16 полуколони от изкуствен мрамор. В двореца се възобновява провеждането на различни изложби и театрални обиколки.

## В киното
- В самото начало на филма „Небесен охлюв“ (1945) се вижда разрушения дворец Елагин, както е изглеждал през 1945 г., преди да започнат реставрационните дейности.
- В двореца са снимани сцени от краткия музикален телевизионен филм „Не тъжи“ („Грустить не надо“) (1985).
- В сериал „Майстора и Маргарита“ (2005) дворецът е психиатричната клиника на професор Стравински, където са Иван Бездомни и Учителят.
- В телевизионния сериал „С Русия в сърцето“ (2014) дворецът е показан като имението Борински.
- Във филма „Майор Гром: Чумен лекар“ (2021) дворецът е показан като имението на Кирил Гречкин.